# Väckelsång
Väckelsång – miejscowość (tätort) w Szwecji, w regionie administracyjnym (län) Kronoberg, w gminie Tingsryd.
Według danych Szwedzkiego Urzędu Statystycznego liczba ludności wyniosła: 954 (31 grudnia 2015), 970 (31 grudnia 2018) i 954 (31 grudnia 2019).